# Kungurien
| Systeem                                                                                   | Serie         | Etage         | Ouderdom (Ma) | Lithostratigrafie |
| ----------------------------------------------------------------------------------------- | ------------- | ------------- | ------------- | ----------------- |
| Trias                                                                                     | Onder         | Indien        | jonger        | Buntsandstein     |
| Perm                                                                                      | Lopingien     | Changhsingien | 252,2–254,2   | Buntsandstein     |
| Perm                                                                                      | Lopingien     | Changhsingien | 252,2–254,2   | Zechstein         |
| Perm                                                                                      | Lopingien     | Wuchiapingien | 254,2–259,9   |                   |
| Perm                                                                                      | Guadalupien   | Capitanien    | 259,9–265,1   |                   |
| Perm                                                                                      | Guadalupien   | Wordien       | 265,1–268,8   |                   |
| Perm                                                                                      | Guadalupien   | Roadien       | 268,8–272,3   |                   |
| Perm                                                                                      | Cisuralien    | Kungurien     | 272,3–279,3   | Rotliegend        |
| Perm                                                                                      | Cisuralien    | Artinskien    | 279,3–290,1   | Rotliegend        |
| Perm                                                                                      | Cisuralien    | Sakmarien     | 290,1–295,5   | Rotliegend        |
| Perm                                                                                      | Cisuralien    | Asselien      | 295,5–298,9   | Rotliegend        |
| Carboon                                                                                   | Pennsylvanien | Gzhelien      | ouder         | Rotliegend        |
| Carboon                                                                                   | Pennsylvanien | Gzhelien      | ouder         |                   |
| Indeling van het Perm volgens de ICS samen met de Europese lithostratigrafische indeling. |               |               |               |                   |

Het geologisch tijdperk Kungurien (Vlaanderen: Kunguriaan) is de jongste tijdsnede (in de stratigrafie de bovenste etage) in het Vroeg-Perm (Cisuralien of Rotliegend). Het Kungurien duurde van 279,3 ± 0,6 tot 272,3 ± 0,5 Ma. Het Kungurien wordt voorafgegaan door het Artinskien en na het Kungurien komt het Roadien (de onderste etage in het Zechstein en het Guadalupien).

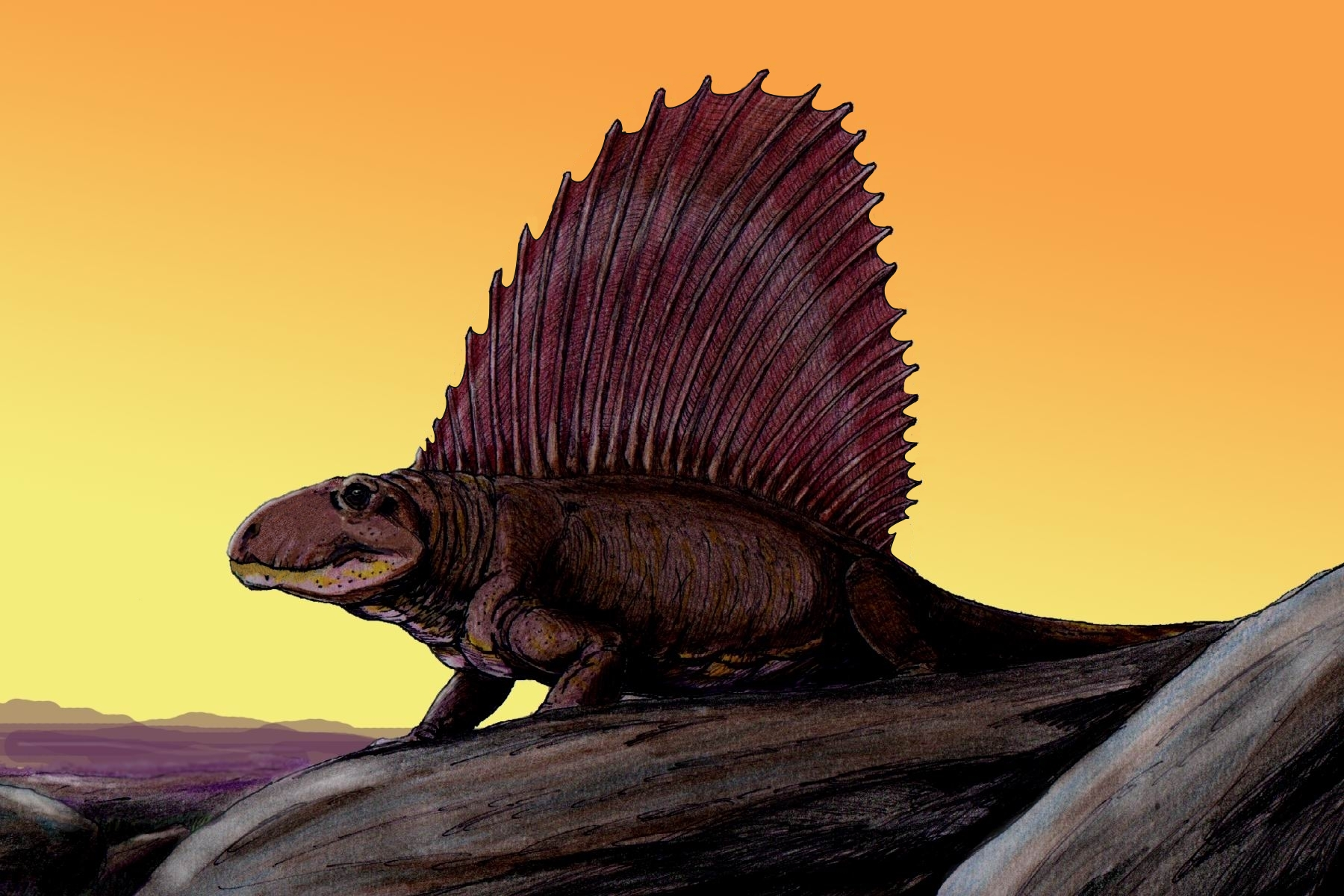
Dimetrodon wordt gevonden in het Kungurien van Noord-Amerika.

## Naamgeving en definitie
Het Kungurien is genoemd naar de Russische plaats Kungur, ten zuiden van Perm. Alternatieve namen voor de etage zijn Irenian en Fillipovian.
De basis van het Kungurien wordt gedefinieerd door het eerste voorkomen van de conodonten Neostreptognathus pnevi en Neostreptognathus exculptus. De top wordt gedefinieerd door het eerste voorkomen van de conodont Jinogondolella nanginkensis.